# 손배옥
손배옥(孫培玉, 1961년 7월 18일 ~ )은 대한민국의 제6대 경기도 파주시의원이다. 그리고 경기도 파주시 운정3동 교하읍 야당리 출신이다.

## 학력
- 지산국민학교 졸업
- 인창중학교 전학 → 일산중학교 졸업
- 인덕공업고등학교 졸업
- 안양공업전문대학 토목과 졸업

## 경력
- 파주카네기 CEO클럽 자문위원
- 한빛마을 솔숲어린이집 운영위원장
- 자율방범 기동순찰연합회 운정지대장
- 한빛초등학교 운영위원회 부위원장
- 민주평화통일자문회의 파주시 협의회 부회장
- 교하 배드민턴 회원
- 경찰발전위원회 위원
- 아름다운희망공동체 부회장
- 2012.12 파주시 청소년 선도위원회 지부장
- 2013.03 파주청소년교향악단 이사
- 새누리당 경기도당 파주시 갑 수석부위원장
- 2014.07 ~ 2018.06 제6대 경기도 파주시의회 의원
- 2014.07 ~ 2014.12 제6대 경기도 파주시의회 전반기 기획행정위원회 위원장
- 2015.01 ~ 2016.07 제6대 경기도 파주시의회 전반기 자치행정위원회 위원장
- 2014.07 ~ 2016.07 제6대 경기도 파주시의회 전반기 예산결산특별위원회 위원
- 2016.07 ~ 2018.06 제6대 경기도 파주시의회 후반기 자치행정위원회 위원
- 2016.07 ~ 2018.06 제6대 경기도 파주시의회 후반기 예산결산특별위원회 위원
- 자유한국당 경기도당 파주시 갑 운영위원
- 자유한국당 경기도당 공약개발본부 경기도시개발위원회 부위원장
- 석곶초등학교 운영위원회 위원장

## 수상
- 2015 경기도 북부 시·군의장협의회 주민참여 소통 분야 최우수상 수상
- 2015 스포츠조선 자렁스런 혁신한국인 사회 공헌 부문 수상
- 2018 코리아혁신대상 조직위원회 코리아 혁신 대상 우수의정 활동 부분 수상

## 역대 선거 결과
|  | 29.60% |

|  | 23.15% |